# Señorío del Coto de Perales
El Señorío del Coto de Perales es un título nobiliario español. Se trata de una donación hereditaria de tierras y vasallos, incluida la jurisdicción, dada por Felipe V a Joaquín Florez-Osorio y Teijeiro, vizconde de Quintanilla de Flórez, como pago por sus servicios prestados a la Corona.